# Ernst Schweninger

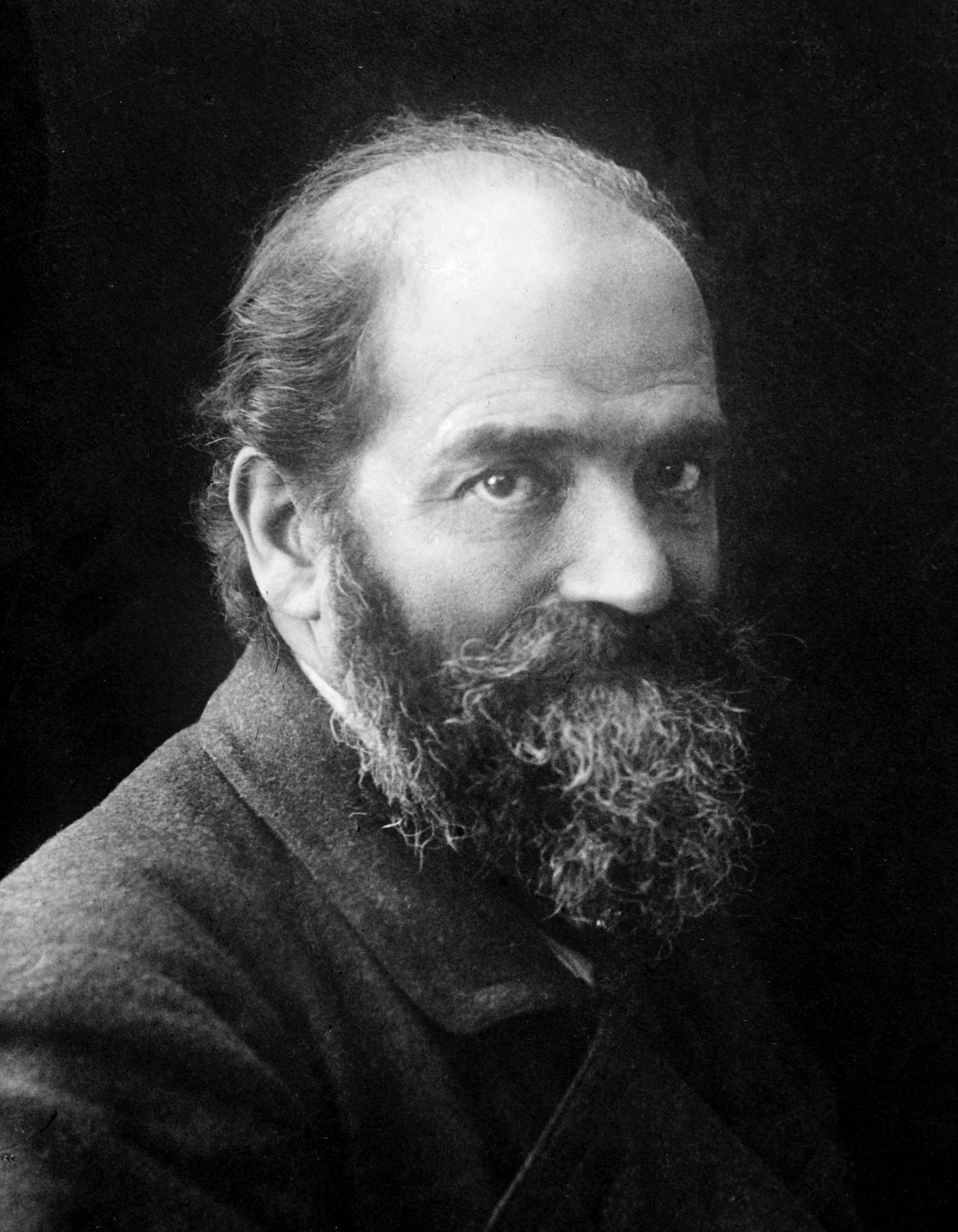
Ernst Schweninger

Ernst Schweninger (* 15. Juni 1850 in Freystadt; † 13. Januar 1924 in München) war ein deutscher Mediziner und Medizinhistoriker.

## Leben

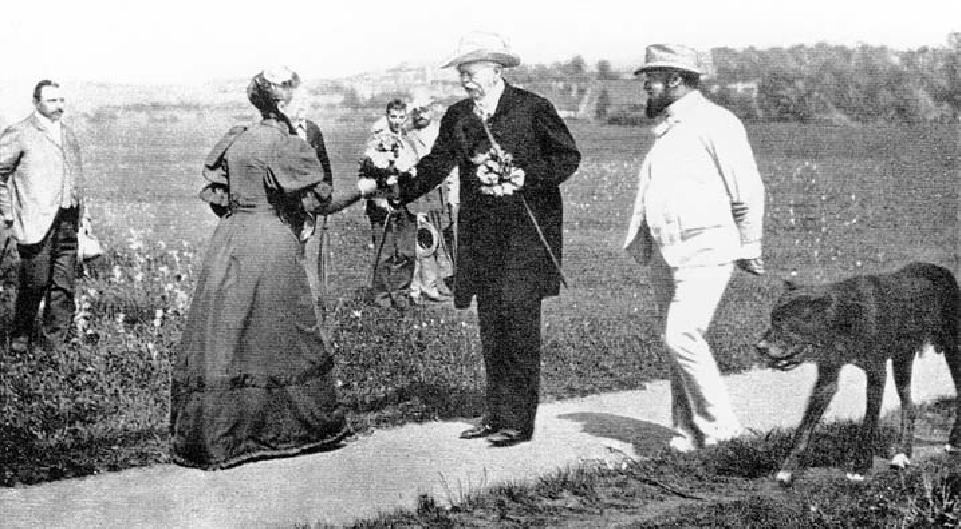
Ernst Schweninger mit seinem Patienten Otto von Bismarck und Reichshund Tyras in Bad Kissingen

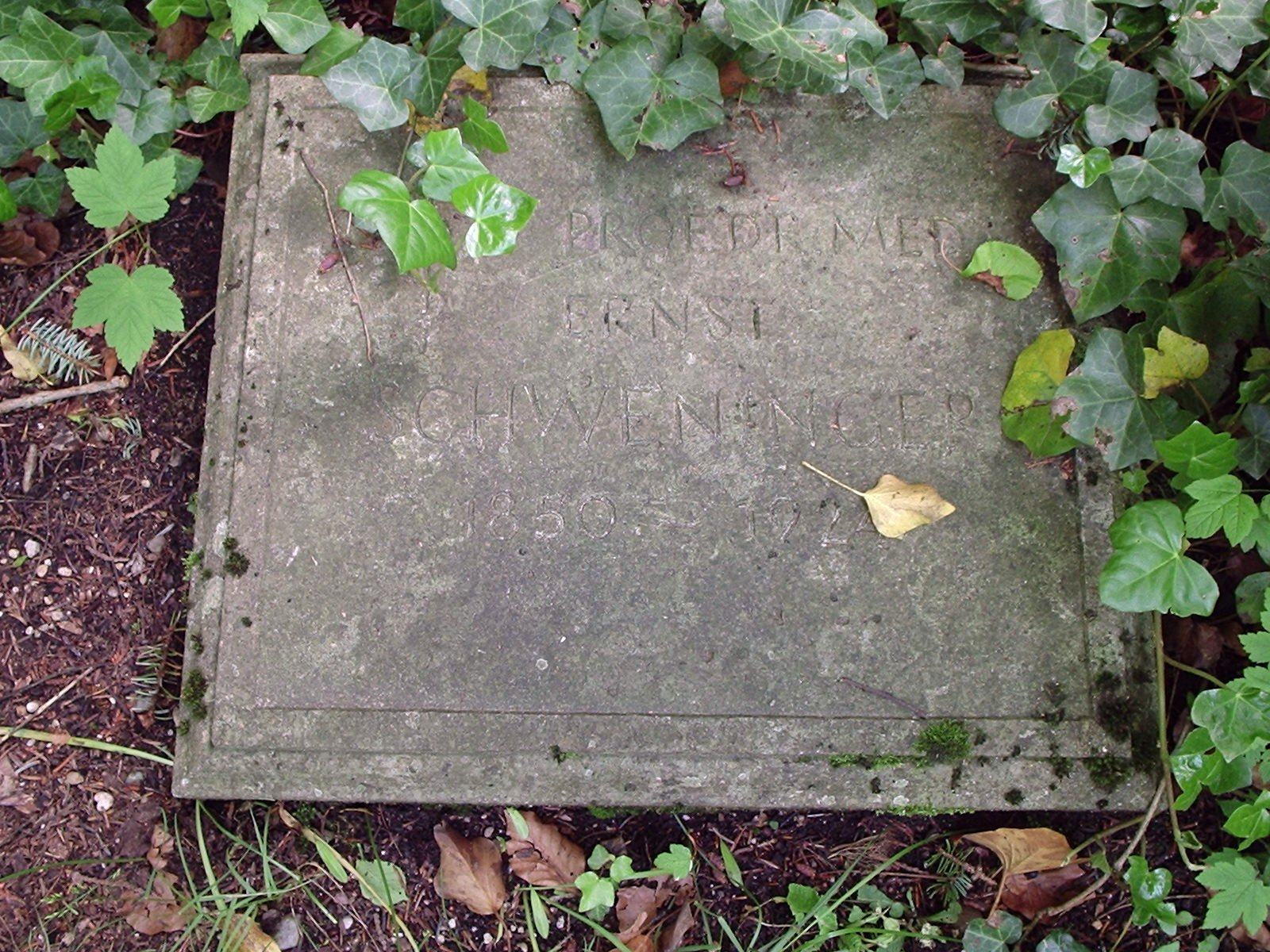
Grab von Ernst Schweninger auf dem Friedhof Solln in München

Ernst Schweninger war der Sohn eines Arztes aus Freystadt (Oberpfalz). Er studierte ab 1866 in München, Straßburg und Wien. 1870 wurde er Assistent bei Ludwig von Buhl. Schweninger schloss sein Studium 1872 mit dem Staatsexamen ab, wurde 1873 in München promoviert und habilitierte sich 1875 an der Universität für pathologische Anatomie mit einer Arbeit zur „Transplantation und Implantation von Haaren“ und begann 1879 eine ausgedehnte praktische ärztliche Tätigkeit u. a. an dem im Jahr 1900 in der Straße Unter den Eichen 44–46 neu eingerichteten Kreiskrankenhaus im Villenort Groß-Lichterfelde nahe Berlin.
Nachdem ihm die völlige Heilung des Reichskanzlers Fürst Otto von Bismarck gelungen war, wurde er 1884 zum außerordentlichen Professor an der Berliner Universität berufen, zum außerordentlichen Mitglied des Gesundheitsamtes und zum Direktor der Abteilung für Hautkrankheiten an der Charité ernannt. Dabei verdrängte er den angesehenen Dermatologen Georg Richard Lewin und wurde als klarer Fall politischer Protektion gesehen, was zu heftigen, letztlich vergeblichen Protesten in der Fakultät und zum Beispiel von Rudolf Virchow im Landtag führte. 1886 errichtete er in Heidelberg ein Sanatorium zur Behandlung Fettsüchtiger nach einer Kurmethode, die Max Joseph Oertel entwickelt hatte. Von 1900 bis 1906 leitete Schweninger das neu erbaute Kreiskrankenhaus in Groß-Lichterfelde, das er zu einem Zentrum für Naturheilkunde ausbaute. In dieser Zeit entwickelte er mit seinem Assistenzarzt Georg Hauffe die Technik der abfallenden und aufsteigenden Unterarmbäder („Ansteigende Unterarmbäder nach Hauffe-Schweninger“). Dabei knüpfte Schweninger an die Erfahrungen seines Vaters an und weckte die Teilbäder „als uraltes deutsches Kulturgut aus ihrem Dornröschenschlaf auf.“ Für die Leitung dieses Kreiskrankenhauses gab er unter schweren Geldopfern fast seine gesamte Privattätigkeit auf. Er verfolgte den Anspruch, aller Kranken Behandlung selbst zu führen. Mit größter Sorgfalt suchte er nach einem Chirurgen, der geeignet wäre, unter ihm Facharzt zu sein. Er wählte Carl Ludwig Schleich (1859–1922), der noch zu den Geächteten der Wissenschaft gehörte. Im Selbstverständnis von Schweninger war der Arzt kein „Schablonenarzt“, der sein Sprechzimmer mit Maschinen und Einrichtungen ausstattet, sondern „Künstlerarzt“.
Er behandelte viele Prominente seiner Zeit, z. B. Cosima und Winifred Wagner, Alfred Krupp, Ernst Haeckel, Leo Slezak.
1902 wurde er anstelle von Julius Pagel zum ordentlichen Professor für Medizingeschichte (und Nachfolger auf dem Lehrstuhl von August Hirsch) an der Universität Berlin berufen, was ebenfalls zu heftigen Protesten führte, da er auch hier keine Qualifikation aufzuweisen hatte und den Posten nur politischer Protektion verdankte.
Schweninger heiratete 1898 die zwei Jahre zuvor von dem Maler Franz von Lenbach geschiedene Magdalena Gräfin Moltke (1864–1957), die mit ihrem ersten Mann zum Freundeskreis um Otto von Bismarck gehört hatte.
Ernst Schweninger starb am 13. Januar 1924 im Alter von 73 Jahren in München und wurde im dortigen Städtischen Krematorium verbrannt. Seine Grabstätte befindet sich auf dem dortigen Friedhof Solln.
Der Arzt und Psychoanalytiker Georg Groddeck (1866–1934) widmete sein Werk NASAMECU. Der gesunde und kranke Mensch gemeinverständlich dargestellt dem „Arzte und Menschen Ernst Schweninger“. Ernst Schweninger war der Doktorvater von Georg Groddeck. Letzterer gilt als einer der begabtesten Schüler Schweningers.

## Schriften (Auswahl)
- Gesammelte Arbeiten. Berlin 1886.
- Über das Kochsche Heilmittel gegen Tuberkulose. Hamburg und Leipzig 1890–1891.
- Die Fettsucht. Berlin 1894.
- Dem Andenken Bismarcks zum 1. April 1899. Leipzig 1899.
- Aus meiner Tätigkeit im Kreiskrankenhaus Gross-Lichterfelde 1900–1906. Berlin 1906.
- Der Arzt (= Die Gesellschaft. Band 7). Frankfurt am Main 1906, geschrieben von Emil Klein, Schweningers Schüler.[14]
- Zur Krebsfrage. Berlin 1914.